# Prințesa Alice, Ducesă de Gloucester
Prințesa Alice, Ducesă de Gloucester (Alice Christabel Montagu Douglas Scott; 25 decembrie 1901 – 29 octombrie 2004) a fost membră a familiei regale britanice, soția Prințului Henric, Duce de Gloucester, al treilea fiu al regelui George al V-lea și al reginei Mary de Teck. Prin căsătorie a devenit cumnata regilor Eduard al VIII-lea și George al VI-lea și mătușa reginei Elisabeta a II-a.
A fost mama Prințului William de Gloucester care a murit tânăr și a Prințului Richard, Duce de Gloucester. Verișoara ei primară, Marian Montagu Douglas Scott, a fost bunica lui Sarah, Ducesă de York, soția celui de-al doilea fiu al regiei Elisabeta a II-a.
Nepoata Prințesei Alice, Prințesa Alexandra, care s-a născut tot în ziua de Crăciun, a primit numele de Christabel în onoarea ei.

## Biografie

Eleanor Roosevelt, Prințesa Alice și Mrs. Winston Churchill la Quebec, Canada, 1944.

În august 1935, Lady Alice s-a logodit cu Prințul Henric, Duce de Gloucester, al treilea fiu al regelui George al V-lea. S-au căsătorit printr-o ceremonie privată la Palatul Buckingham, la 6 noiembrie în același an. Inițial s-a planificat o nuntă mult mai elaborată la Westminster Abbey însă după ce tatăl noii Ducese de Gloucester a murit de cancer la 19 octombrie 1935 și luând în considerare și sănătatea precară a regelui, s-a decis ca nunta să fie redusă la o ceremonie privată.
La început, Ducele și Ducesa de Gloucester au locuit în Aldershot, unde Ducele făcea parte din staff-ul Armatei.